# Bensberger Erzrevier

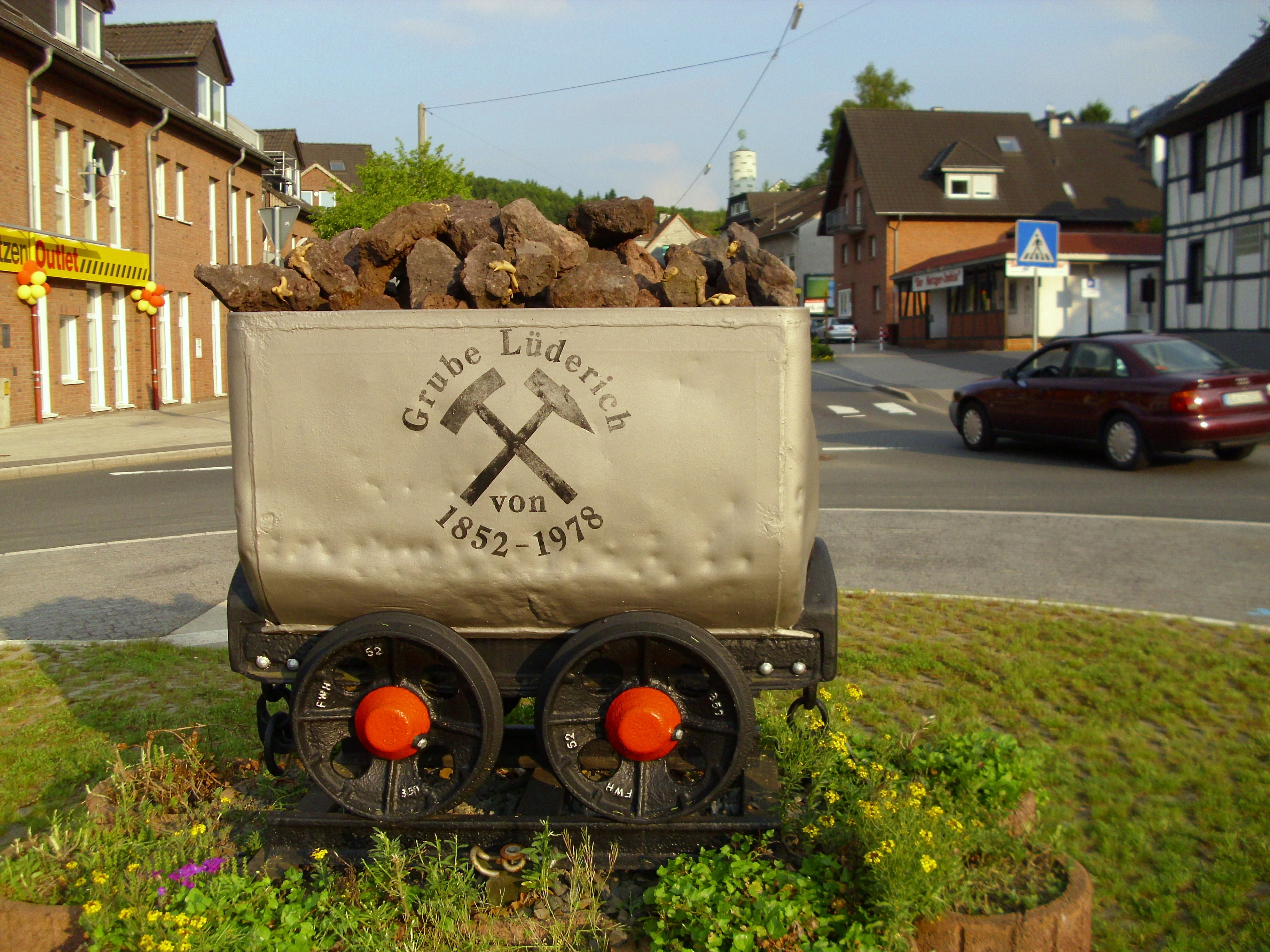
Lore am Verkehrskreisel in Overath-Steinenbrück mit der Aufschrift „Grube Lüderich von 1852–1978“

Das Bensberger Erzrevier oder auch Erzrevier Bensberg ist ein Bergrevier im Bergischen Land, in dem vor allem im 18. und 19. Jahrhundert verschiedene Erze und stellenweise auch Braunkohle gewonnen wurden. Die Ausdehnung des Reviers erstreckt sich im Wesentlichen über die Städte Bergisch Gladbach, Engelskirchen, Overath und Rösrath im Rheinisch-Bergischen Kreis. Benannt ist das Revier nach dem Ort Bensberg im Zentrum des Reviers.
Der Begriff Bensberger Erzrevier stammt aus der wissenschaftlichen Diskussion der Geologie. Bekannt ist unter anderem die Untersuchung und Bewertung von Zink-Blei=Erzlagerstätten im Bensberger Erzrevier als montangeologische und bergwirtschaftliche Grundlage zur Frage der Wiederaufnahme des Bergbaus von Berghauptmann a. D. Friedrich Wernicke von November 1957. Auch der frühere Geologe der Grube Lüderich, Heinz Lehmann, erwähnt in einem Gutachten den Begriff Bensberger Erzrevier. Immer geht es um die Frage, wie viele und welche Bodenschätze noch in der Erde ruhen. Vereinzelt hört man auch die Begriffe Bensberger Revier und Bensberger Erzdistrikt.

## Geschichte und formale Zuordnung
Formal (als bergrechtlicher Gerichtsbezirk und als Bezirk der bergamtlichen Verwaltung) wurde das Bensberger Erzrevier zunächst unter dem Begriff Bensberger Revier im Jahre 1853 als Geschworenen-Revier aus Teilen des Niederbergischen Reviers gegründet. Ein Jahr später wurden Teile davon dem neugegründeten Revier Solingen zugeschlagen. Nach nur zwölf Jahren, am 10. Juli 1865, ging das Revier Bensberg durch Zusammenschluss mit dem Revier Solingen im Revier Deutz auf und endete somit formal.
Dem Revier Deutz wurde 1872 das Revier Düsseldorf und 1894 auch noch das Revier Ründeroth zugeschlagen. Die Bensberger Gruben gehörten nun formal zum Revier Deutz-Ründeroth. Dieses Revier wurde wiederum 1931 mit dem Bergrevier Wied (mit Sitz in Neuwied) zum Bergrevier Siegburg zusammengefasst. Darüber stand das Oberbergamt Bonn. Die nach dem Zweiten Weltkrieg zu Nordrhein-Westfalen gehörenden Teile der Oberbergämter Bonn und Dortmund wurden 1970 zum Landesoberbergamt Dortmund zusammengeschlossen. Dieses wurde im Jahr 2000 aufgelöst. Die Aufgaben des Landesoberbergamts gingen an die Bezirksregierung Arnsberg über. Heute, da alle Gruben im Bensberger Erzrevier den Betrieb eingestellt haben, ist die Abteilung 6 Bergbau und Energie in NRW der Bezirksregierung Arnsberg für alle Fragen zuständig, die den früheren Bergbau betreffen.

## Die Gruben auf den Gangerzlagerstätten

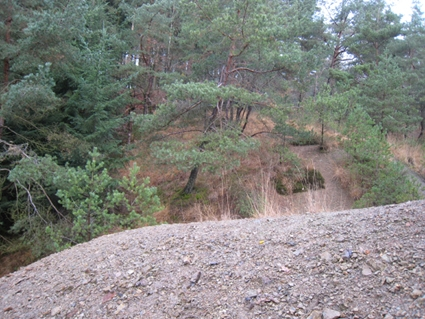
Halde aus dem 13. Jahrhundert auf der Sommerlagerstätte der Grube Lüderich

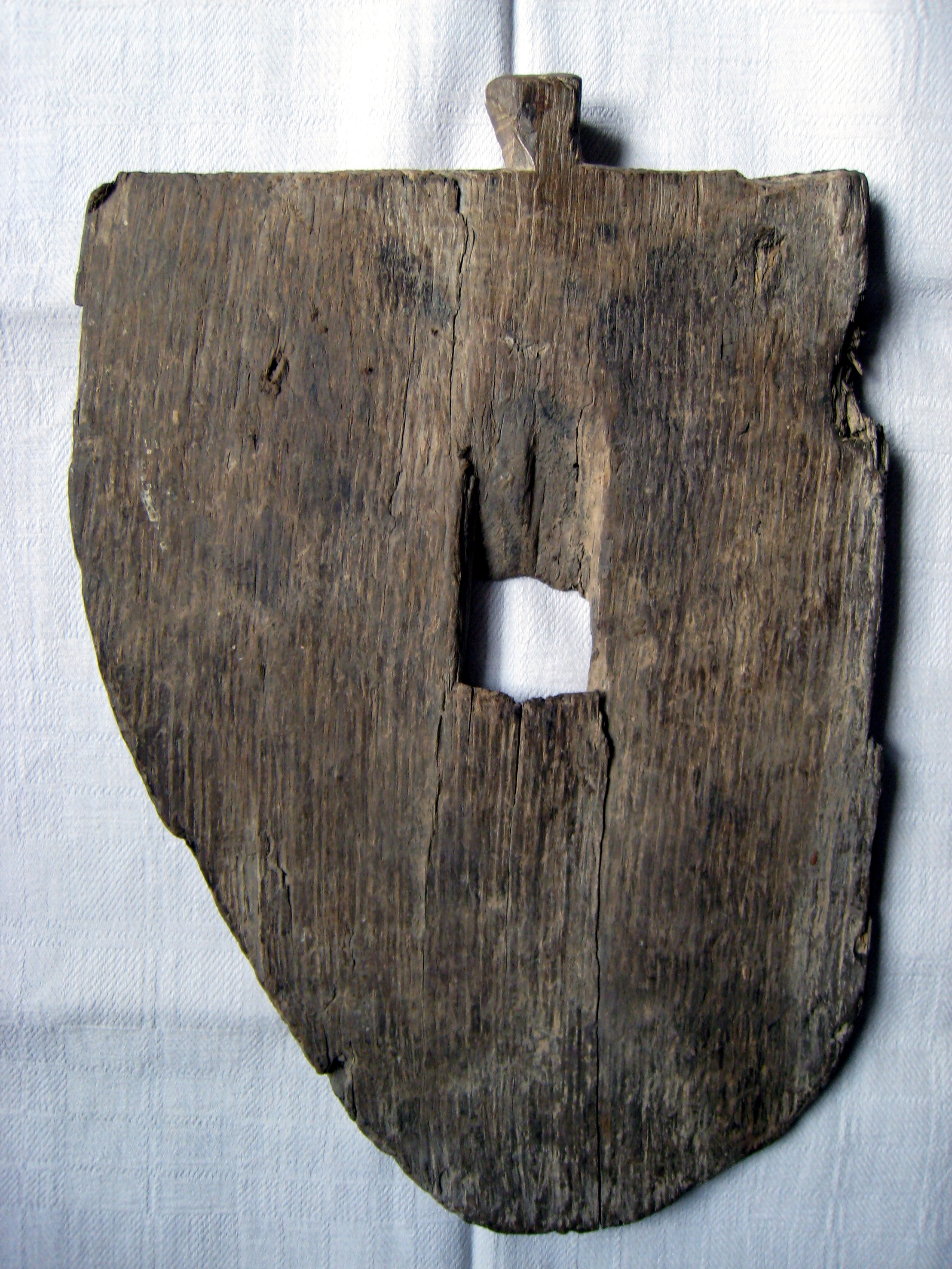
Gezähe, Schaufel 13. Jahrhundert von der Grube Bliesenbach

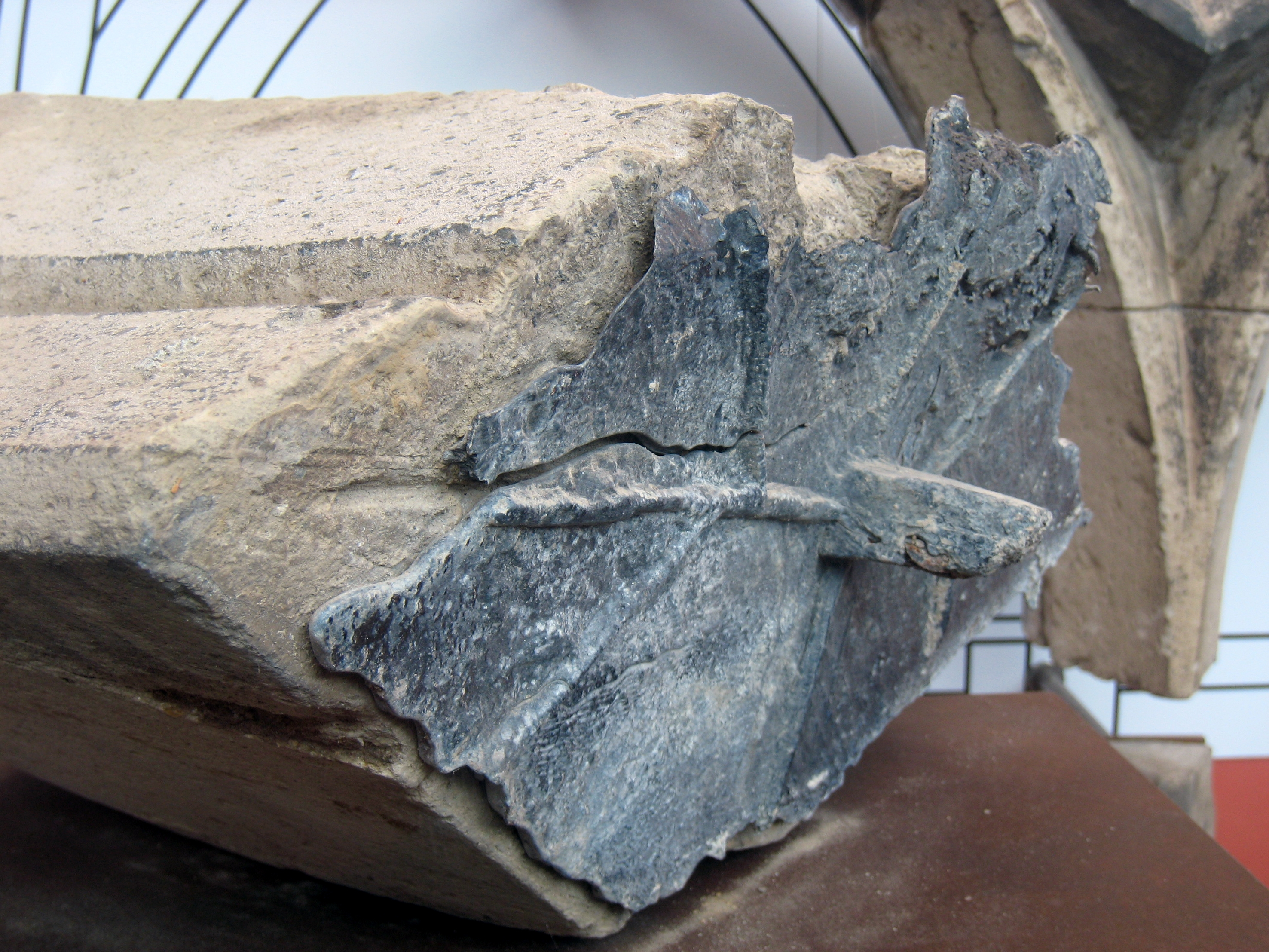
Bleiplombe als Verbindungsstück in einem Fenstermaßwerk des Altenberger Doms

### Geschichte
Schon die Römer betrieben im Bensberger Erzrevier Bergbau. Zwischen Bleifeld und dem Franziskaschacht wies man auf der Sommerlagerstätte zwischen 2000 und 2005 durch Ausgrabungen römischen Bergbau aus dem zweiten und dritten Jahrzehnt des ersten Jahrhunderts nach. Mittelalterlicher Bergbau ist urkundlich erstmals für das Jahr 1122 belegt, als Kaiser Heinrich V. der Abtei Siegburg das Recht verlieh, auf ihrem Besitztum Metallerze abzubauen. Nähere Einzelheiten sind nicht bekannt. Es existieren jedoch westlich von dem Ausgrabungsgelände des römischen Bergbaus auf dem Lüderich Halden aus dem 13. Jahrhundert. Diese können auch im Zusammenhang mit dem Bergbau „um das Jahr 1250“ stehen, den der Erzbischof Konrad von Hochstaden betrieben haben soll, um auf diese Weise Mittel für den Bau des Kölner Doms zu gewinnen. Dabei muss man wissen, dass in einer Tonne Bleiglanz etwa 300 bis 700 Gramm Silber enthalten waren. Daraus lässt sich folgern, dass die Finanzierung des Doms mit dem gewonnenen Silber für Münzen unterstützt wurde, während man das Blei direkt für den Bau des Doms, nämlich für die Verbindung von Bauteilen und die Dachbedeckung verwendete. Bei den meisten Gruben des Bensberger Erzreviers findet man noch heute im Gelände Pingen und Halden vom Bergbau des Hochmittelalters. In den Zechenbüchern liest man allenthalben, dass man in einem Alten Mann auf Spuren von Altbergbau getroffen sei und altes Gezähe gefunden habe.
Der früheste schriftliche Nachweis auf Bergbau speziell für Gruben im Bensberger Erzrevier geht auf eine Urkunde vom 23. August 1512 zurück. Darin erneuert Johann III., Herzog von Jülich-Berg und Graf von Ravensberg für Hans Unger und Rütger Osthoff die Erlaubnis seines Vorgängers Wilhelm IV., „auf dem Hahn“ im Kirchspiel Bensberg Erz zu schürfen. Der Lüderich wird erstmals am 5. Juli 1518 urkundlich erwähnt. Dabei handelt es sich um einen „Consens“ des gleichen Herzogs Johann III. von Jülich-Berg, der den „Bruder Johann up dem Strych“ und dessen Mitgewerken berechtigt, auf dem Lüderich im Amt Steinbach ein Erzbergwerk zu betreiben. Mit dem Ausbruch des Dreißigjährigen Krieges kam der Bergbau für lange Zeit vollständig zum Erliegen.
Zu nachweisbar neuen Aktivitäten kam es erst wieder im 18. Jahrhundert. Am 8. Oktober 1738 erhielt der Hofrat Gumpertz eine Generalbelehnung „zur Ausbeute aller zwei Stunden im Umkreise von Bensberg herum“ sich vorfindenden Eisenstein-, Kupfer-, Blei- und Silberbergwerke. Am 3. September 1740 bestätigte man ihm die verliehene Belehnung. Bei näherer Betrachtung dieser Angaben war Gumpertz damit Herr über sämtliche Gruben im Erzrevier Bensberg.
Am Beginn des 19. Jahrhunderts war es bereits seit 1826 auf der Grube Julien zu zaghaften Bemühungen gekommen. den Bergbau zur Gewinnung von Bleierzen aufzunehmen. Um 1830 war die „Chaussee von Bensberg nach Altenbrück“ im Bau. Als man zu diesem Zweck in einem Steinbruch in Altenbrück Schotter für den Ausbau gewinnen wollte, fand man in der Nähe des späteren alten Lüderichstollens Bleierze. Es wird berichtet, dass sich hierdurch allmählich Bergbau am Lüderich entwickelte, der aber zunächst einen bescheidenen Rahmen hatte. Als man in der Mitte des 19. Jahrhunderts die Verhüttung von Zink zu industrieller Reife gebracht hatte, brach im Bensberger Erzrevier ein wahrer Zinkrausch aus. Es kam allerorten zur Gründung von Grubenbetrieben, die für lange Zeit vielen Menschen Brot und Arbeit gaben.

### Die Gruben
In der nachfolgenden Tabelle werden die Gruben auf den Gangerzlagerstätten im Bensberger Erzrevier aufgeführt.
| Name                       | Stadt / Gemeinde    | Stadtteil / Ortsteil                          | verliehen auf                    |
| -------------------------- | ------------------- | --------------------------------------------- | -------------------------------- |
| Grube Achenbach            | Overath             | Steinenbrück                                  | Blei, Kupfer, Eisen              |
| Grube Anacker              | Rösrath             | Rösrath                                       | Zink, Blei, Kupfer, Eisen        |
| Grube Antonius             | Much                | Markelsbach                                   | Siderit, Blei, Zink              |
| Grube Apfel                | Bergisch Gladbach   | Moitzfeld                                     | Zink, Blei                       |
| Grube Arago                | Overath             | Steinenbrück                                  | Zink, Blei, Kupfer, Eisen        |
| Grube Aurora               | Lohmar              | Jexmühle                                      | Zink, Blei, Kupfer               |
| Grube Bavaria              | Overath             | Steinenbrück                                  | Blei, Kupfer, Siderit            |
| Grube Bergsegen            | Rösrath             | Hoffnungsthal                                 | Zink, Blei                       |
| Grube Berzelius            | Bergisch Gladbach   | Moitzfeld                                     | Zink, Blei                       |
| Grube Bliesenbach          | Engelskirchen       | Loope                                         | Zink, Blei                       |
| Grube Blücher              | Bergisch Gladbach   | Herkenrath                                    | Zink, Blei                       |
| Grube Bruno II             | Engelskirchen       | Niederhof                                     | Kupfer, Zink, Eisen, Pyrit       |
| Grube Castor               | Engelskirchen       | Loope                                         | Blei, Zink, Kupfer, Eisen, Pyrit |
| Grube Copernicus           | Köln                | Köln-Rath/Heumar                              | Blei, Zink                       |
| Grube Direktion Elberfeld  | Bergisch Gladbach   | Kaule                                         | Zink, Blei, Kupfer               |
| Grube Emanuel              | Much                | Markelsbach                                   | Zink, Blei                       |
| Grube Elisa                | Bergisch Gladbach   | Bärbroich                                     | Zink, Blei                       |
| Grube Erasmus              | Lindlar             | Hohkeppel                                     | Zink, Blei, Kupfer, Eisen        |
| Grube Felix                | Bergisch Gladbach   | Moitzfeld                                     | Kupfer                           |
| Grube Fortuna              | Bergisch Gladbach   | Bensberg und Lückerath                        | Zink, Blei                       |
| Grube Franziska (Rösrath)  | Rösrath             | Hoffnungsthal                                 | Zink, Blei                       |
| Grube Fresenius            | Overath             | Heiligenhaus                                  | Blei, Kupfer                     |
| Grube Fresenius I          | Overath             | Heiligenhaus                                  | Zink                             |
| Grube Frühling             | Rösrath             | Bleifeld                                      | Blei, Zink                       |
| Grube Galilei              | Bergisch Gladbach   | Frankenforst                                  | Galmei, Zink, Blei               |
| Grube Georg Forster        | Bergisch Gladbach   | Herkenrath                                    | Zink, Blei                       |
| Grube Gertrudensegen       | Much                | Markelsbach                                   | Zink, Blei, Kupfer, Siderit      |
| Grube Gotthardt            | Overath             | Vilkerath                                     | Zink, Blei                       |
| Grube Grünewald            | Overath             | Untereschbach                                 | Blei                             |
| Grube Gustav Bischof       | Rösrath             | Hoffnungsthal                                 | Zink, Blei, Kupfer, Siderit      |
| Grube Heiligenthal         | Overath             | Heiligenhaus                                  | Blei, Kupfer                     |
| Grube Henricus             | Rösrath             | Hoffnungsthal                                 | Zink, Blei, Kupfer               |
| Grube Hermann              | Overath             | Steinenbrück                                  | Blei, Kupfer, Siderit            |
| Grube Hermannsfreude       | Rösrath             | Rösrath                                       | Zink, Blei, Kupfer               |
| Grube Hermannsfreude I     | Rösrath             | Rösrath                                       | Zink, Blei                       |
| Grube Idria                | Bergisch Gladbach   | Bensberg                                      | Quecksilber                      |
| Grube Julien               | Bergisch Gladbach   | Kaule                                         | Zink, Blei                       |
| Grube Jungfrau             | Bergisch Gladbach   | Moitzfeld                                     | Zink, Blei                       |
| Grube Klaproth             | Bergisch Gladbach   | Bockenberg                                    | Blei, Kupfer, Zink               |
| Grube Leibnitz             | Rösrath             | Hoffnungsthal                                 | Kupfer                           |
| Grube Leopold von Buch     | Bergisch Gladbach   | Moitzfeld                                     | Zink, Blei                       |
| Grube Loisel               | Bergisch Gladbach   | Bärbroich                                     | Zink, Blei                       |
| Grube Lüderich             | Overath und Rösrath | Untereschbach, Steinenbrück und Hoffnungsthal | Zink, Blei                       |
| Grube Mirabeau             | Rösrath             | Rösrath                                       | Kupfer                           |
| Grube Napoleon             | Overath             | Untereschbach                                 | Blei                             |
| Gruben Nestor und Peter    | Rösrath             | Hoffnungsthal                                 | Zink, Blei, Kupfer, Eisen        |
| Grube Nikolaus             | Overath             | Fischermühle                                  | Zink, Blei                       |
| Grube Nikolaus-Phönix      | Much                | Markelsbach                                   | Zink, Blei                       |
| Grube Penny                | Seelscheid          | Mohlscheid                                    | Zink, Blei, Eisen                |
| Grube Petersberg           | Overath             | Heiligenhaus                                  | Zink, Blei                       |
| Grube Phönix               | Overath             | Niedergrützenbach                             | Blei, Kupfer, Eisen Zink         |
| Grube Rosalinde            | Overath             | Vilkerath                                     | Zink, Blei                       |
| Grube Rudolphus            | Rösrath             | Rösrath                                       | Blei, Kupfer                     |
| Grube Rupertus             | Overath             | Vilkerath                                     | Zink, Blei, Kupfer, Siderit      |
| Grube Schnepfenthal        | Rösrath             | Hoffnungsthal                                 | Zink, Blei, Kupfer, Siderit      |
| Grube Segen Gottes         | Rösrath             | Stümpen                                       | Blei                             |
| Grube Silberkaule          | Engelskirchen       | Loope                                         | Blei, Zink, Kupfer, Siderit      |
| Grube Theodore             | Rösrath             | Rösrath                                       | Zink, Blei                       |
| Grube Vereinigtes Glückauf | Rösrath             | Forsbach                                      | Blei, Zink, Kupfer               |
| Grube Victor               | Rösrath             | Hoffnungsthal                                 | Blei, Kupfer, Zink               |
| Grube Volta                | Lohmar              | Dahlhaus                                      | Zink, Blei                       |
| Grube Wallenstein          | Rösrath             | Hoffnungsthal                                 | Zink, Blei, Kupfer               |
| Grube Wallenstein II       | Rösrath             | Hoffnungsthal                                 | Zink, Blei                       |
| Grube Washington           | Bergisch Gladbach   | Asselborn                                     | Zink, Blei                       |
| Grube Weiß                 | Bergisch Gladbach   | Moitzfeld                                     | Zink, Blei                       |
| Zeche Aachen               | Much                | Zeche Aachen                                  | Blei                             |

## Die Eisengruben in der Paffrather Kalkmulde

### Geschichte
Die Anfänge des Bergbaus in der Paffrather Kalkmulde sind bisher nicht genau zu bestimmen. Erste Hinweise auf die Verhüttung von Raseneisenstein findet man in Berichten über Ausgrabungen in der Wahner Heide, dem Königsforst und der Umgebung von Katterbach, wo man Rennöfen und Schlacke aus der Latènezeit etwa 500 v. Chr. gefunden hat. Über römischen Bergbau fehlen bislang entsprechende Belege. Westlich von Unterbörsch im Gemeindegebiet Kürten hat man einen Rennofen und Keramik aus dem 8. bis 9. Jahrhundert ausgegraben. Sodann ist belegt, dass im Jahr 1930 in Seelsheide eine „Rennhütte“ und etliche Schlackenhalden aus dem 8. bis 9. Jahrhundert ausgegraben wurden. Gefunden wurden dabei jedes Mal Ofenstücke, Blasdüsen und Keramik aus der Karolingerzeit. Weitere eindeutige Belege über mittelalterlichen und spätmittelalterlichen Bergbau liegen nicht vor.
Am 8. Oktober 1738 erhielt der Hofrat Gumpertz eine Generalbelehnung „zur Ausbeute aller zwei Stunden im Umkreise von Bensberg herum“ sich vorfindenden Eisenstein-, Kupfer-, Blei- und Silberbergwerke. Dieses Bergrecht galt auch für die Gruben in der Paffrather Kalkmulde. Am 17. Oktober 1772 mutete Wilhelm Helwig ein Eisensteinbergwerk „Auf der Kaule“ bei Bensberg, ließ den Mutschein aber auf Johann Christian Welter umschreiben, der am 23. Dezember 1772 auch das Eisensteinbergwerk „Am harten Knippen“ mutete. Weitere Mutungen auf Eisenstein gab es am 1. Mai 1773 auf alle Gruben „an der Straße von Bensberg nach Herkenrath“ und am 1. Januar 1775 auf die Gruben „am Kohlenbruch und Steinmacher Busch“.

### Die Bedeutung der Gruben in der Paffrather Kalkmulde
Als man in der Mitte des 19. Jahrhunderts überall nach Bodenschätzen suchte, kam es in einigen interessierten Kreisen möglicherweise zu der euphorischen Vorstellung, dass man auf diesem Wege zu Reichtum kommen könnte. Jedenfalls muss man beim Studium der über hundert Berechtsamsakten den Eindruck gewinnen, dass bei der Suche nach Mineralien im heutigen Stadtgebiet Bergisch Gladbach beinahe kein Quadratmeter unbeachtet blieb. Die Ergebnisse waren allerdings wahrscheinlich bei den meisten Grubenfeldern in der Paffrather Kalkmulde ernüchternd. Verglichen mit den relativ ertragreichen Gruben auf den Gangerzlagerstätten war die Bedeutung des Bergbaus in der Paffrather Kalkmulde selbst auf der größten Grube Luther eher bescheiden. Die Gewinnung der abbauwürdigen Mineralien erfolgte überwiegend im Tagebau. Hatte man es nicht mehr mit oberflächennahen Aufschlüssen zu tun, weil die Eisensteinvorkommen mit den Kalkschichten in die Tiefe niedergingen, musste man Tiefbau betreiben. Insgesamt hatten die Bergleute Schwerstarbeit zu leisten, denn fast alle Verrichtungen bestanden aus Handarbeit. Auch Tiere, die zum Beispiel bei den Transporten eingesetzt wurden, hatten ein schweres Leben. Auf den kleineren Gruben spielte sich der Bergbau, der über kleinere Schürfarbeiten kaum hinausging, vielfach im Einmannbetrieb ab. Meistens waren es Kleinbauern, die sich neben ihrer Landwirtschaft mit dem eigenen Ochsenkarren ein Zubrot verdienten. Dabei hatten sie zusätzlich noch das gewonnene Erz im nahen Bach zu waschen, um es von Lehm usw. zu befreien. Besonders intensiv wurde dieser Bergbau in der Zeit nach 1879 betrieben, als das Deutsche Reich Einfuhrzölle auf Rohstoffe aus dem Ausland erhob, um sie gegenüber den einheimischen Produkten zu verteuern. Schon bald war die Zeit eines rentablen Abbaus überschritten, so dass heute nur noch geringe Spuren zu finden sind.

### Die Gruben
In der nachfolgenden Tabelle werden die Eisengruben in der Paffrather Kalkmulde aufgeführt.
| Name                                | Stadt / Gemeinde           | Stadtteil / Ortsteil      | verliehen auf                               |
| ----------------------------------- | -------------------------- | ------------------------- | ------------------------------------------- |
| Grube Albert                        | Bergisch Gladbach          | Herrenstrunden            | Eisen                                       |
| Grube Alemannia                     | Bergisch Gladbach          | Refrath                   | Eisen                                       |
| Grube Antonius                      | Bergisch Gladbach          | Hand                      | Eisen                                       |
| Grube Bertha                        | Bergisch Gladbach          | Heidkamp                  | Eisen                                       |
| Grube Blondel                       | Rösrath                    | Forsbach                  | Eisen                                       |
| Grube Britannia                     | Bergisch Gladbach          | Sand                      | Eisen                                       |
| Grube Carl                          | Bergisch Gladbach          | Nußbaum                   | Eisen, Galmei                               |
| Grube Carlsglück                    | Rösrath                    | Forsbach                  | Eisen                                       |
| Grube Consolidierte Catharina II    | Bergisch Gladbach          | Lustheide                 | Eisen, Blei, Zink, Schwefelkies, Braunkohle |
| Grube Deutscher Michel              | Rösrath                    | Stümpen                   | Eisen, Mangan                               |
| Grube Eduard & Amalia               | Bergisch Gladbach          | Nußbaum                   | Eisen                                       |
| Grube Eisenkrämer                   | Bergisch Gladbach          | Asselborn                 | Eisen                                       |
| Grube Emma                          | Bergisch Gladbach und Köln | Gronau und Köln-Dellbrück | Eisen                                       |
| Grube Eykamp I                      | Odenthal                   | Eikamp                    | Eisen                                       |
| Grube Fahn                          | Bergisch Gladbach          | Schildgen                 | Eisen                                       |
| Grube Frankenforst                  | Bergisch Gladbach          | Kippekausen               | Eisen                                       |
| Grube Franconia                     | Köln                       | Köln-Dellbrück            | Raseneisenstein                             |
| Grube Franziska (Bergisch Gladbach) | Bergisch Gladbach          | Lückerath                 | Schwefelkies                                |
| Grube Freundschaft                  | Bergisch Gladbach          | Katterbach                | Eisen                                       |
| Grube Gladbach                      | Bergisch Gladbach          | Stadtmitte                | Eisen                                       |
| Grube Glückzu                       | Bergisch Gladbach          | Lückerath                 | Toneisenstein                               |
| Grube Großer Siefen                 | Bergisch Gladbach          | Katterbach                | Eisen                                       |
| Grube Habsburg                      | Bergisch Gladbach          | Gronau                    | Eisen                                       |
| Grube Heidkamp I                    | Bergisch Gladbach          | Heidkamp                  | Eisen                                       |
| Grube Heidkamp II                   | Bergisch Gladbach          | Heidkamp                  | Eisen                                       |
| Grube Heidkamp III                  | Bergisch Gladbach          | Gronau                    | Eisen                                       |
| Grube Herkenrath                    | Bergisch Gladbach          | Herkenrath                | Schwefelkies                                |
| Grube Hindernihs                    | Bergisch Gladbach          | Asselborn                 | Eisen                                       |
| Grube Hohenzollern                  | Bergisch Gladbach und Köln | Gronau und Köln-Dellbrück | Eisen                                       |
| Grube Hombach                       | Bergisch Gladbach          | Herrenstrunden            | Eisen                                       |
| Grube Hubertus                      | Bergisch Gladbach          | Hebborn                   | Eisen                                       |
| Grube Jacob                         | Bergisch Gladbach          | Hebborn                   | Eisen                                       |
| Grube Königsforst                   | Köln                       | Köln-Rath/Heumar          | Eisen                                       |
| Grube Löwenherz                     | Rösrath                    | Forsbach                  | Eisen                                       |
| Grube Luther                        | Kürten                     | Dürscheid                 | Eisen                                       |
| Grube Paulinenhütte                 | Bergisch Gladbach          | Gronau                    | Eisen                                       |
| Grube Prinz Wilhelm                 | Bergisch Gladbach          | Hebborn                   | Eisen                                       |
| Grube Quirin                        | Köln                       | Köln-Rath/Heumar          | Eisen                                       |
| Grube Romeo                         | Bergisch Gladbach          | Katterbach                | Eisen                                       |
| Grube Scharrenberg                  | Bergisch Gladbach          | Schildgen                 | Eisen                                       |
| Grube Selma                         | Bergisch Gladbach          | Sand                      | Eisen                                       |
| Grube Teutonia                      | Bergisch Gladbach          | Alt Refrath               | Eisen                                       |
| Grube Titus I                       | Bergisch Gladbach          | Schildgen                 | Schwefelkies                                |
| Grube Verzögerung                   | Odenthal                   | Schwarzbroich             | Eisen                                       |
| Grube Volbach                       | Bergisch Gladbach          | Hand                      | Eisen                                       |
| Grube Zimmermann                    | Bergisch Gladbach          | Sand                      | Eisen                                       |

## Die Eisengruben mit jüdischen Namen und jüdischem Eigentum

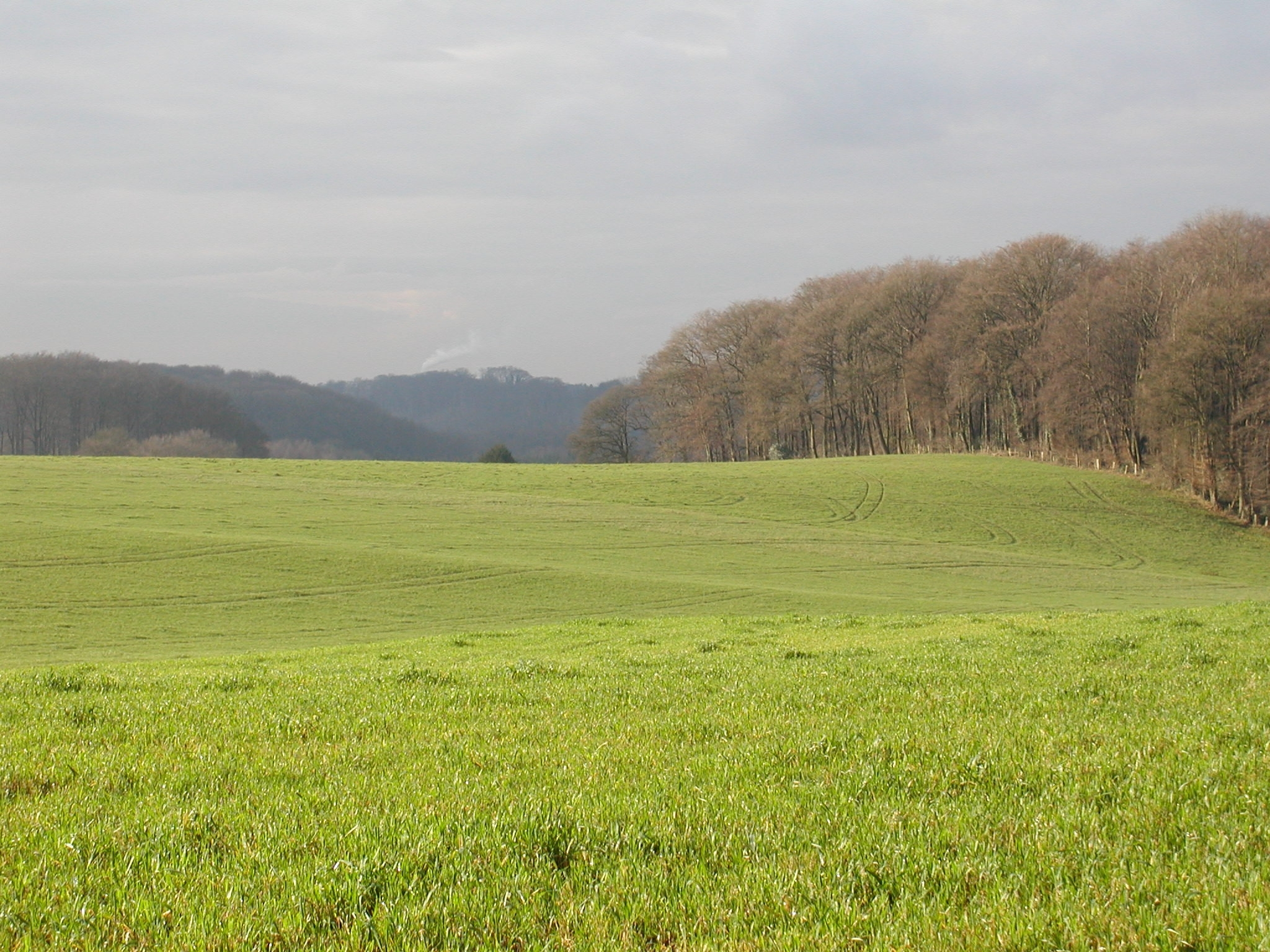
Hier befand sich die Grube Josua. Durch die landwirtschaftliche Rekultivierung sind die Spuren nur noch undeutlich zu erkennen.

### Geschichte
Über das Stadtgebiet von Bergisch Gladbach kann man ein fast lückenloses Netz von einzelnen Grubenfeldern spannen. In dem weitläufigen Gebiet zwischen Herkenrath und Romaney klafft bei den Berechtsamsakten der Bezirksregierung Arnsberg, Abteilung Bergbau und Energie (ehemals Landesoberbergamt Dortmund) allerdings eine Lücke. Die Akten von fünf Grubenfeldern mit alttestamentlichen Namen wurden durch Beschluss des Oberbergamtes Bonn vom 18. September 1937 gelöscht. Das heißt, sie wurden entsprechend dem Zeitgeist des NS-Regimes vernichtet, um die Existenz der Gruben und die Erinnerung an diese Grubennamen dauerhaft zu beseitigen. Im Berggrundbuch findet sich bei jeder vorstehend erwähnten Grube folgender Vermerk: „Wegen Aufhebung des Bergwerkseigentums geschlossen am 10. November 1937.“ Erst durch das Hinzuziehen der Berggrundbuchakten zu den Gruben David, Gilead, Josua und Nebo, die wider Erwarten beim Amtsgericht Bergisch Gladbach aufgefunden werden konnten, war es möglich, ein wenig Licht in das Dunkel zu bringen. Laut Eintragung in der Mutungs-Übersichtskarte waren diese Gruben ebenso wie die Grube Smyrna auf Eisenstein verliehen worden. Ein Kaufvertrag vom 12. Juli 1882 weist als Eigentümer einen Kaufmann und einen Bankier mit jüdischem Hintergrund aus. Ihre Erben waren später von der Naziherrschaft enteignet worden.
Bekannt sind in diesem Zusammenhang allgemein auch aus anderen Grubenakten noch folgende Hintergründe: Auf dem so genannten Reichsparteitag der Ehre in Nürnberg war am 9. September 1936 der Vierjahresplan aufgestellt worden, der am 18. Oktober 1936 in Kraft trat. Er verfolgte u. a. das Ziel, Rohstoffquellen im eigenen Land für die Aufrüstung der Wehrmacht zu erschließen. Jedes höffige Bergwerk wurde alsbald untersucht. Fand man bei diesen Sichtungen jüdisches Eigentum vor, wurde es eingezogen.

### Die Gruben
In der nachfolgenden Tabelle werden die Gruben mit alttestamentlichen Namen aufgelistet.
| Name         | Stadt / Gemeinde  | Stadtteil / Ortsteil | verliehen auf |
| ------------ | ----------------- | -------------------- | ------------- |
| Grube David  | Bergisch Gladbach | Romaney              | Eisen         |
| Grube Gilead | Bergisch Gladbach | Herkenrath           | Eisen         |
| Grube Josua  | Bergisch Gladbach | Herrenstrunden       | Eisen         |
| Grube Nebo   | Bergisch Gladbach | Romaney              | Eisen         |
| Grube Smyrna | Bergisch Gladbach | Herkenrath           | Eisen         |

## Die Galmei- und Bleierzgruben in der Paffrather Kalkmulde

### Geschichte
Galmei, das in neuerer Zeit in Fachkreisen den Namen Smithsonit trägt, ist bekannt als chemische Verbindung mit der Bezeichnung Zinkcarbonat. Die Galmeigruben erhielten erst Bedeutung, als man in der Mitte des 19. Jahrhunderts die Verhüttung von Zink zu industrieller Reife gebracht hatte.

### Die Gruben
In der nachfolgenden Tabelle werden die einzelnen Galmei- und Bleierzgruben mit Ausnahme der so genannten „Zanders-Gruben“, die später Erwähnung finden, aufgeführt:
| Name                         | Stadt / Gemeinde  | Stadtteil / Ortsteil | verliehen auf                                         |
| ---------------------------- | ----------------- | -------------------- | ----------------------------------------------------- |
| Grube Bergmännische Freiheit | Bergisch Gladbach | Stadtmitte           | Galmei                                                |
| Grube Hövel                  | Bergisch Gladbach | Sand                 | Blei                                                  |
| Grube Humboldt               | Bergisch Gladbach | Paffrath             | Galmei, Blei, Blende, Schwefelkies, Eisen, Braunkohle |
| Grube Maiblume               | Bergisch Gladbach | Gronau               | Galmei, Blei, Eisen                                   |
| Grube Margaretha Josepha     | Bergisch Gladbach | Gronau               | Galmei                                                |
| Grube Maria Meerstern        | Bergisch Gladbach | Hand                 | Galmei, Eisen                                         |
| Grube Neue Hoffnung          | Bergisch Gladbach | Sand                 | Galmei                                                |
| Grube Schmitzheide           | Bergisch Gladbach | Sand                 | Galmei                                                |

### Die Gruben der Papierfabrik Zanders

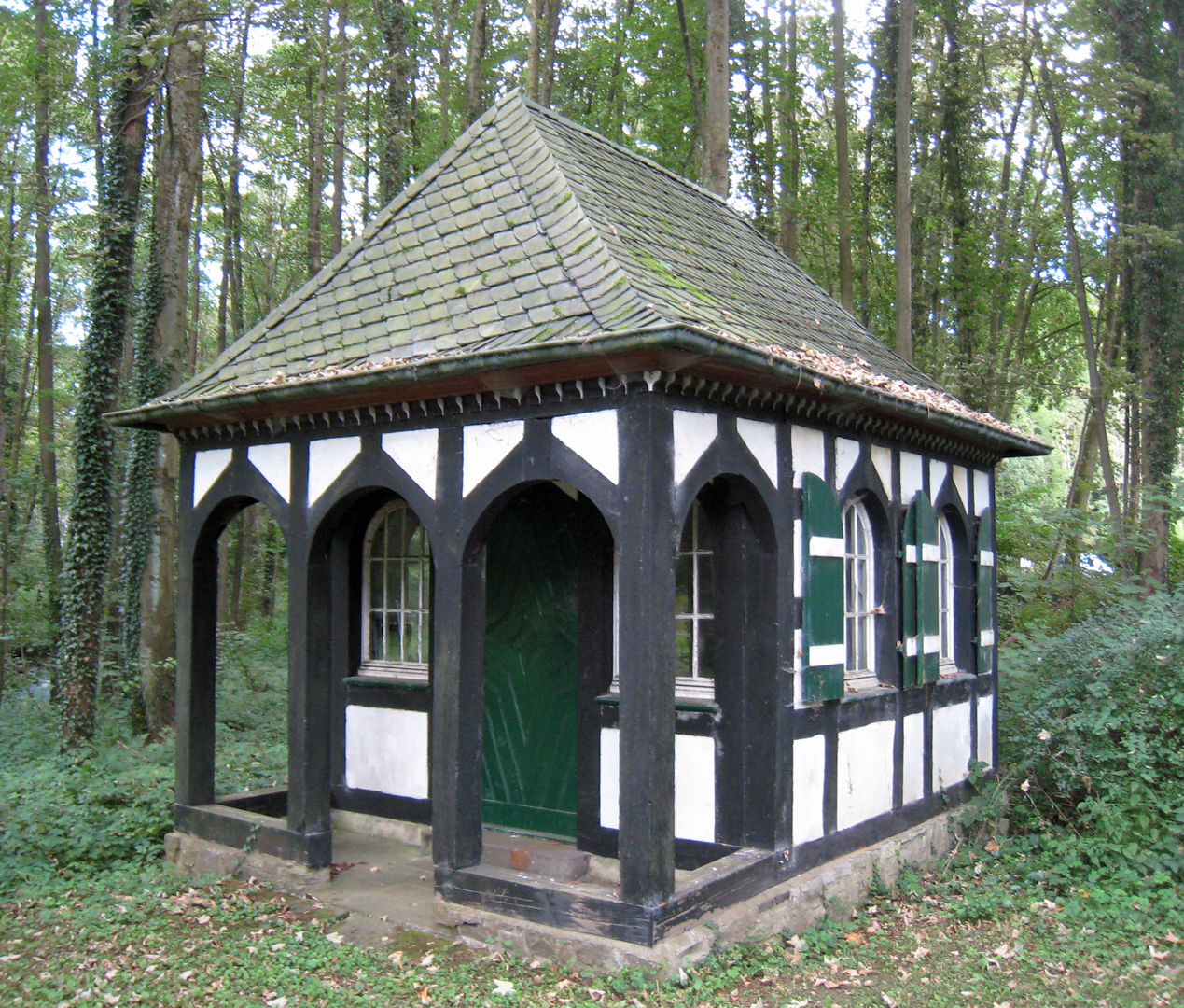
Pumpenhaus für die Wasserleitung der Papierfabrik Zanders als Nachbildung der Rochuskapelle Sand; es steht im Eingangsbereich zum Papiermuseum Alte Dombach in Bergisch Gladbach

Außer den Rückschlüssen, die man aus den noch vorhandenen Relikten der hier aufgeführten Gruben gewinnen kann, liegen keine Informationen über Betriebstätigkeiten und die Produktivität vor. Immerhin hat man auf der Grube Carolinenzeche ein Stollennetz von insgesamt mehr als 150 m Länge aufgefahren, wie sich aus einer Zeichnung ergibt, die man zu einer Zeit angefertigt hat, als die Stollen noch begehbar waren. Auch das recht große Pingenfeld auf der Grube Idazeche lässt Rückschlüsse auf umfangreiche Betriebstätigkeiten zu. Wenn man im Übrigen den Dampfkessel der Grube Wilhelminenzeche im Jahr 1897 nach Witten geschafft und dort am Schacht Westig wieder in Betrieb genommen hat, kann man mit hoher Wahrscheinlichkeit annehmen, dass er noch kurz vorher in Betrieb war, also noch nicht durch längeres Stehen verrottet war. Daraus darf man vermuten, dass zumindest auf den Gruben Carolinenzeche, Josephinenzeche und Wilhelminenzeche gegen Ende des 19. Jahrhunderts noch Betriebstätigkeiten stattgefunden haben.
Im Jahr 1904 erwarb die Papierfabrik Zanders aus Bergisch Gladbach die Grubenrechte an den Gruben Carolinenzeche, Idazeche, Josephinenzeche und Wilhelminenzeche, um den Bedarf an Wasser für die Papierproduktion zu sichern. Diese Rechte haben bis Ende des Jahres 2000 bestanden und wurden erst im Zuge des Verkaufs der Firma Zanders Feinpapiere AG durch International Paper an die Metsä-Serla Corporation aufgegeben.

### Die Gruben
In der nachfolgenden Tabelle werden die vorstehend erwähnten Gruben aufgeführt:
| Name                   | Stadt / Gemeinde  | Stadtteil / Ortsteil | verliehen auf       |
| ---------------------- | ----------------- | -------------------- | ------------------- |
| Grube Carolinenzeche   | Bergisch Gladbach | Herrenstrunden       | Galmei, Blei, Eisen |
| Grube Idazeche         | Bergisch Gladbach | Herrenstrunden       | Galmei, Eisen       |
| Grube Josephinenzeche  | Bergisch Gladbach | Herrenstrunden       | Galmei, Blei        |
| Grube Wilhelminenzeche | Bergisch Gladbach | Herrenstrunden       | Galmei              |

## Die Braunkohlegruben

### Hintergründe für Missverständnisse
Bis zur Übernahme des Rheinlandes durch Preußen im Jahr 1815 unterlag das Aufsuchen von Braunkohle nicht dem Bergrecht. Wenn trotzdem sehr frühe und zum Teil ausführliche Quellen vorliegen, die Aufschlüsse über Braunkohlegruben geben, liegt das insbesondere daran, dass hin und wieder fälschlich die Begriffe Steinkohle und Kohle verwendet wurden. Dann handelte es sich um ein Gut, das dem Bergrecht unterworfen war. Für Steinkohlegruben wurde der so genannte Bergzehnte, also eine Steuer, erhoben. Dazu war eine behördliche Überwachung erforderlich. Offenbar kam es zu der Schwierigkeit einer zutreffenden Bezeichnung, wenn die Braunkohle besonders hart war. War sie nicht so fest und eher bröckelig, sprach man von Trass und in seltenen Fällen sogar von Torf.

### Mehrdeutigkeit des Begriffs Trass
Unter dem Wort Trass (Traß) versteht man zunächst den gelblichgrauen, erdigen vulkanischen Tuff (Ignimbrit) mit Trachyt-, Basalt- und Tonschieferstücken aus dem Brohl- und Nettetal bis hin zum Laacher See, Andernach und dem Neuwieder Becken.
Im heutigen Bergisch Gladbach bezeichnete man recht ungewöhnlich mit Trass die heimische Braunkohle. Im Übrigen gab es eine Menge weiterer Ausdrücke. Sie reichen von Taraß, Tyraß, Turf bis Turftraß. Ebenfalls findet man die Wörter Brandmaterie oder schlicht und einfach Materie. Auch die Wörter Steinkohle oder Kohle verwendete man fälschlich hin und wieder. Nach 1800 kam allmählich hier und da auch das Wort Braunkohle in Gebrauch. Dabei unterschied man in Grobkohlen und Kleinkohlen. Die frühere Tagebaupinge der Gruben Heidkampsmaaßen, Heidkampsfundgrube, Cedernwald und Johann Wilhelm, die sich jahrzehntelang südlich von der Papierfabrik Zanders als See befunden hat, ist alten Gladbachern noch als die „Zanders Traßkuhl“ in Erinnerung. Der schwarze See mit seiner schwarzbraunen, matschigen Uferumrandung diente als Kippe für die Asche der Dampfmaschinenbefeuerung sowie Abfälle aus der Papierherstellung. Im Ortsteil Alt Refrath hat man als Reminiszenz an den Abbau von Trass an der Saaler Mühle zwei Straßen mit der Bezeichnung Alter Traßweg und Neuer Traßweg benannt.

### Geschichte
Die älteste Urkunde stammt vom 29. Juni 1439. Darin wurde dem Johann Schürgen die Erlaubnis erteilt, in dem „Kirspell von Gladbach“ nach Steinkohlen zu suchen. Sodann wird in dem Testament des Kaspar von Zweiffel aus dem Jahr 1622 erwähnt, dass man den Kalkofen „zum Sahl“ mit „Kollen“ aus der Umgebung betrieben hat. Eine Urkunde vom 26. Februar 1717 erteilt die Berechtigung zur Gewinnung von Braunkohle im „Gucher Busch“. Allerdings taucht das Wort Braunkohle an keiner Stelle des Textes auf. Vielmehr ist mehrfach die Rede von Brandmaterie; zwei Mal gebrauchte man das Wort Kohle. Damit war die Grundlage zur Anwendung des Bergrechts gegeben. Aus der Urkunde ergibt sich u. a., dass man den „Zehnten Reichstaler oder Pfennig“ an die Kurfürstliche Kellnerei in Bensberg abzuführen hatte. Für den Cederwald liegt die älteste Urkunde über den Trassabbau mit Datum vom 3. September 1765 vor. Seit 1815 war die Gewinnung von Braunkohle nach dem Preußischen Bergrecht genehmigungspflichtig. Das wollten die Betreiber der Trassgruben zunächst nicht hinnehmen. Die Erben Siegen konnten durch die notariell beglaubigte Abschrift der Urkunde vom 29. April 1723, womit der Abbau von Brandmaterial an der Saaler Mühle erlaubt worden war, einen amtlichen Bescheid vom 22. Juli 1820 erreichen, der ihnen die Abbaurechte ohne weitere „Verleihungsmahnungen“ einräumte. Damit war hier der Braunkohlentagebau amtlich legitimiert. Für die übrigen Braunkohlegruben begann das Bergamt Siegen seit 1818 nach und nach, die erforderlichen Genehmigungsverfahren einzuleiten.

### Probleme des Abbaus
Der Abbau der Braunkohle erfolgte im Tagebau mit der Methode des Strossenbaus. Dabei hatte es schon immer in den so genannten „Gohrischen Gründen“ und im Cederwald Probleme mit dem Ableiten des Wassers gegeben. Seit der Mitte des 17. Jahrhunderts versuchte man, das Grubenwasser über Ablaufkanäle in die Strunde abzuleiten. Mit jedem Spatenstich kam man aber dem Grundwasserspiegel immer näher. Wollte man weiter in die Tiefe graben, stand man im Wasser. Also musste man zusehen, dass man die Ableitungsgräben immer tiefer legte, so lange es noch Gefälle bis zum Strunderbach gab.
In dem Generalbefahrungsbericht vom 3. Mai 1850 wurde erneut darauf hingewiesen, dass der Abbau der mächtigen Gladbacher Braunkohlenlagerstätte stets unvollständig und unökonomisch erfolgen würde, wenn man in der bisherigen Weise fortfahre. Eine wirtschaftliche Förderung sei nicht zu erzielen, weil man mit den bisherigen Möglichkeiten einfach nicht tief genug vordringen könne. Zunächst müsse man für die Wasserhaltung auf jeden Fall an einer günstigen Stelle einen Schacht abteufen, dem das gesamte Grundwasser des Tagebaus zugeführt werde. Aus diesem müsse sodann das Wasser mit Hilfe einer Dampfmaschine abgepumpt werden. Daraufhin wurden folgende Überlegungen angestellt:
- Die Stelle für die Dampfmaschine solle so gewählt werden, dass man sie über mehrere Jahre benutzen und dort stehen lassen könne. Sie sollte möglichst sechs Pferdestärken haben.
- Für den Dampfkessel müsse sauberes Trinkwasser aus einer in der Nähe befindlichen Quelle herangeschafft werden, weil man das saure Grubenwasser für den Kessel nicht gebrauchen könne.
- Die Hängebank des Schachtes solle möglichst tief in geringer Höhe über das Braunkohlenflöz gelegt werden, um das Abteufen in dem darüber liegenden, losen Abraum zu vermeiden.
- Das gehobene Wasser müsse leicht über eine Rösche abgeleitet werden können.
- Der Maschinenschacht sollte mit sieben- bis achtzölligem Holz ausgebaut werden.
- Zur Sicherung des Maschinenschachtes musste der Tagebau von allen Seiten in einer Entfernung von mindestens fünf Lachtern bleiben, so dass er in einem insgesamt zehn Lachter starken Sicherheitspfeiler stand.

Anhand der nachfolgenden Bleistiftzeichnung, die dem Generalbefahrungsbericht beigefügt war, wurden die notwendigen Initiativen ergriffen.
Die Zeichnung zeigt das Profil des Braunkohlentagebaus. Die obere leere Zeile soll die bereits abgeräumte Überdeckung des Braunkohlenlagers darstellen. Die schraffierten Flächen zeigen die noch anstehende Braunkohle. Im unteren Bereich hat man eine Strecke aufgefahren, die das Wasser zum Maschinenschacht hinleitet, der auf der linken Seite zu sehen ist. Aus diesem wird es mit der Dampfmaschinenpumpe abgepumpt. Die treppenförmigen Stufen sind die Strossen, wo der Abbau von oben nach unten getätigt wird. Jede Strosse hat eine Höhe von etwa einem Lachter. Die waagerechten Flächen bezeichnet man dabei als Bermen, die eine Breite von zwei bis drei Lachtern haben; die schrägen Flächen sind jeweils der Stoß. In der Mitte des Bildes sieht man, dass Teile des Abraums an der rechten Seite des Schachtpfeilers abgelagert wurden, um weite Wege dafür zu sparen. Am 22. November 1850 wurde mit der Umsetzung der Planung begonnen.

### Die großen Braunkohlegruben
In der nachfolgenden Tabelle werden die einzelnen Braunkohlegruben aufgeführt.
| Name                       | Stadt / Gemeinde  | Stadtteil / Ortsteil | verliehen auf |
| -------------------------- | ----------------- | -------------------- | ------------- |
| Grube Cedernwald           | Bergisch Gladbach | Stadtmitte           | Braunkohle    |
| Grube Consolidation Alfred | Bergisch Gladbach | Kippekausen          | Braunkohle    |
| Grube Heidkampsfundgrube   | Bergisch Gladbach | Heidkamp             | Braunkohle    |
| Grube Heidkampsmaaßen      | Bergisch Gladbach | Heidkamp             | Braunkohle    |
| Grube Johann Wilhelm       | Bergisch Gladbach | Stadtmitte           | Braunkohle    |
| Grube Schönhäuschen & Guch | Bergisch Gladbach | Heidkamp             | Braunkohle    |
| Grube von Dechen           | Bergisch Gladbach | Gronau               | Braunkohle    |

### Die weniger bedeutenden Braunkohlegruben
Als man in der Mitte des 19. Jahrhunderts weitere Braunkohlefelder mutete, konnte man noch nicht davon ausgehen, dass sie keine größere wirtschaftliche Bedeutung mehr erlangen würden. Es war die Zeit, als allmählich die Feuer der Kalköfen erloschen. Man hoffte besonders in der Papierindustrie, dass man künftig die Dampfmaschinen mit der Braunkohle betreiben könnte. Auch die Zinkhütte hatte Bedarf an Brennmaterial. Dann war aber im Jahr 1868 plötzlich die Eisenbahnstrecke von Köln nach Bensberg fertig geworden, über die man nun die wesentlich energiereichere Steinkohle heranschaffte, das war das vorläufige Ende für die Nutzung der heimischen Braunkohlevorräte. Sie taugten weitgehend nur noch zu Spekulationszwecken, niemand konnte die weitere Entwicklung realistisch einschätzen.

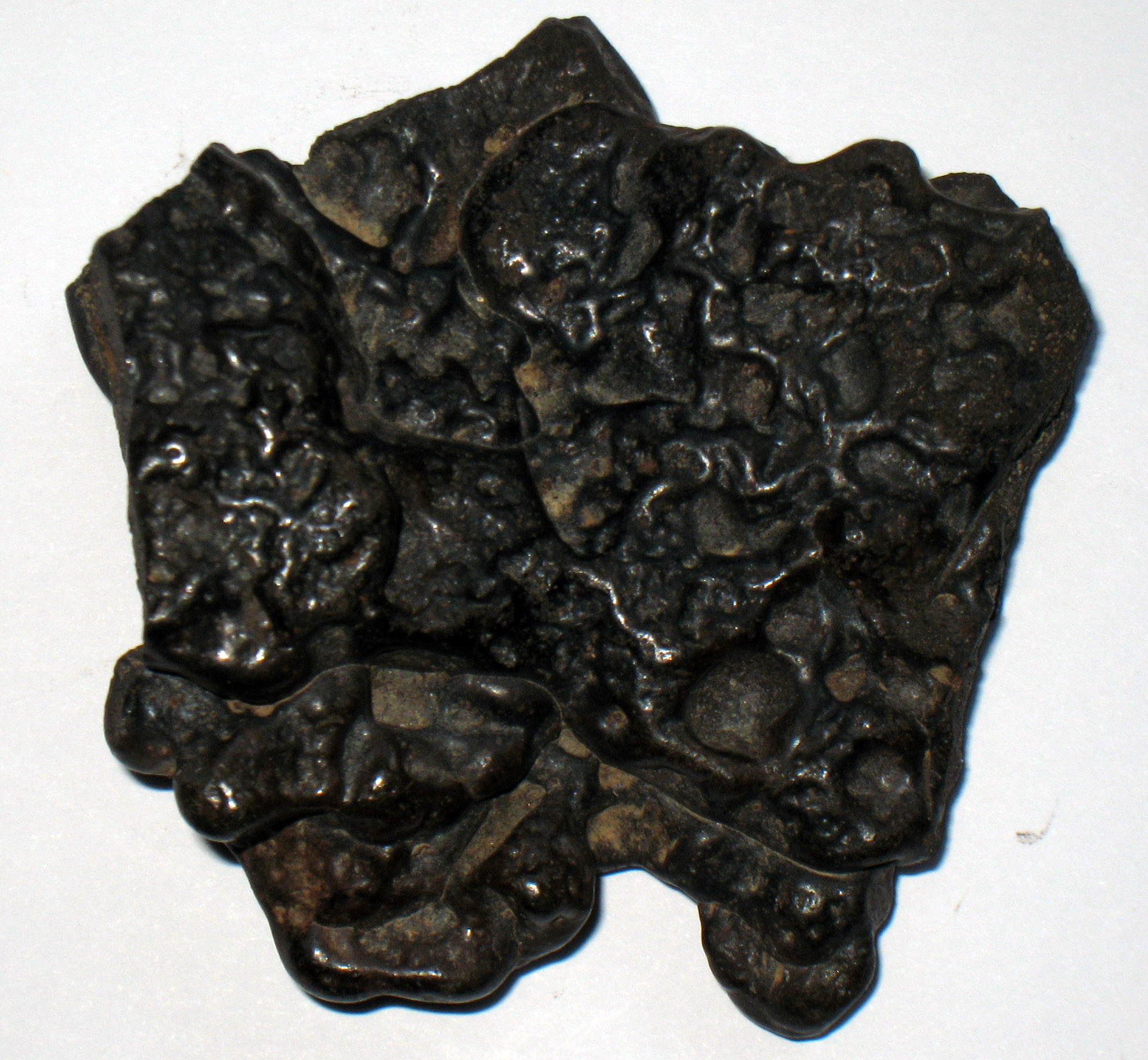
Schlacke von einem Rennfeuerofen im Raum Katterbach

| Name                      | Stadt / Gemeinde  | Stadtteil / Ortsteil | verliehen auf |
| ------------------------- | ----------------- | -------------------- | ------------- |
| Grube Antonia             | Bergisch Gladbach | Stadtmitte           | Braunkohle    |
| Grube Johann I            | Bergisch Gladbach | Paffrath             | Braunkohle    |
| Grube Käthchen            | Bergisch Gladbach | Stadtmitte           | Braunkohle    |
| Grube Ludwigshoffnung     | Bergisch Gladbach | Gronau               | Braunkohle    |
| Grube Neeb                | Bergisch Gladbach | Gronau               | Braunkohle    |
| Grube Unbestrittener Fund | Bergisch Gladbach | Heidkamp             | Braunkohle    |
| Grube Urbanus             | Bergisch Gladbach | Heidkamp             | Braunkohle    |

## Hüttenwerke im Bensberger Erzrevier
Das älteste bekannte Verhüttungsverfahren für Eisenerz basiert auf dem Bau und Betrieb von Rennfeueröfen. Derartige Öfen und ihre Schlacke hat man an vielen Stellen im Bensberger Erzrevier gefunden. Aus späterer Zeit sind die folgenden Hütten bekannt:
- Dürscheider Hütte, eine Eisenhütte, die 1770 erbaut wurde; sie war bis 1859 in Betrieb.
- Britanniahütte, eine Eisenhütte, die 1842 errichtet wurde. Im Dezember 1874 wurde sie bereits wieder stillgelegt.
- Bensberg-Gladbacher Zinkhütte, sie wurde 1853 erbaut und war bis 1930 in Betrieb.

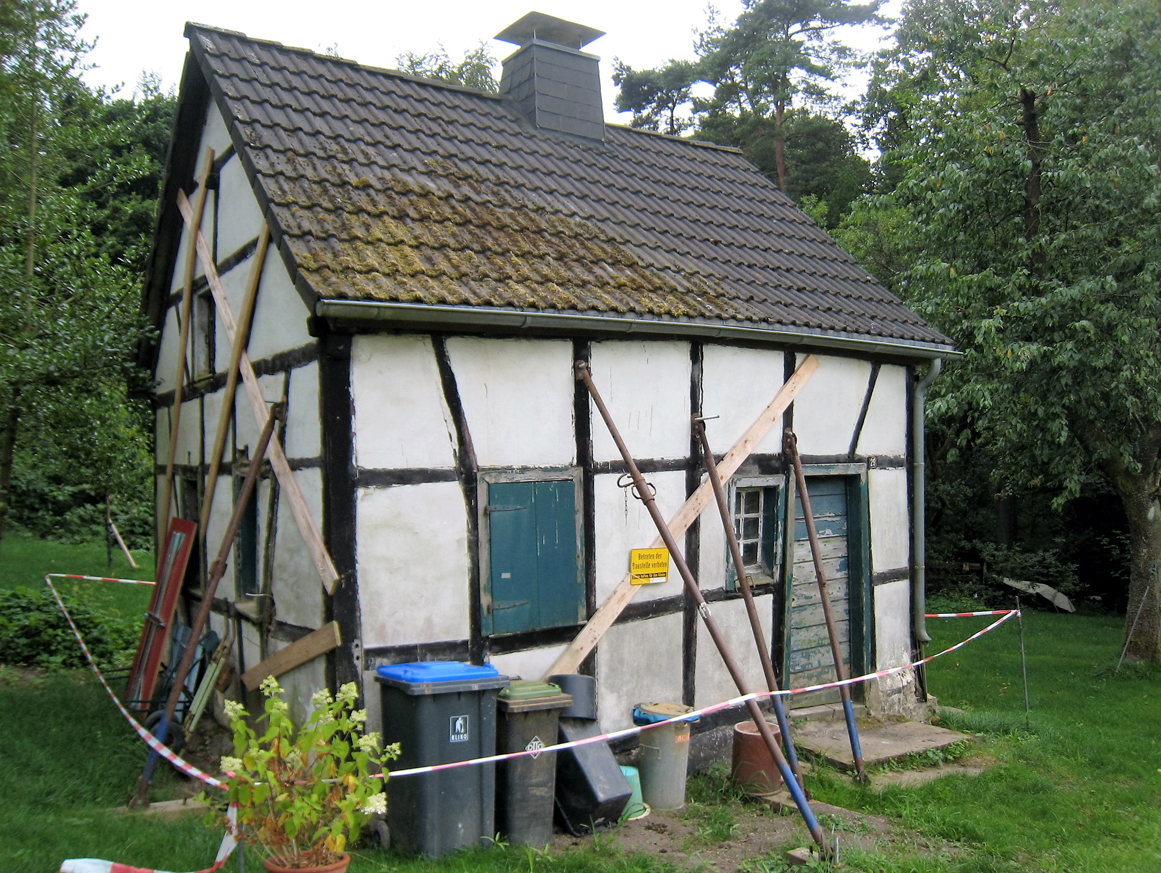
Fachwerkkotten Oberdreispringen 2016

## Wohnung der Bergleute
Meistens lebten die Bergleute in ärmlichen Verhältnissen. Oft waren sie Besitzer eines kleinen anderthalbgeschossigen Kottens mit einer Stube, die zugleich Küche war. Von hier ging es über einen schmalen Holztreppenaufgang zum Schlafraum im Dachgeschoss. Vermehrt traf man vielerorts im Bensberger Erzrevier derartige Häuschen von einfachen Arbeitern und Bergarbeitern an, als in der zweiten Hälfte des 19. Jahrhunderts die Industrialisierung einsetzte.

## Museum
Im Bergischen Museum für Bergbau, Handwerk und Gewerbe in Bensberg gibt es eine Abteilung Bergbau mit einem kleinen Schaubergwerk. In einigen Vitrinen wird Gezähe aus dem 13. Jahrhundert von der Grube Lüderich gezeigt, das dort Anfang des 20. Jahrhunderts in einem Alten Mann in 60 m Teufe aufgefunden wurde. Die Ausstellungsstücke stammen hauptsächlich von den Gruben Berzelius, Lüderich und Weiß.